# Монастырь Святого Георгия (Хомс)
Монастырь Святого Георгия (араб. دير مار جرجس‎) — мужской монастырь Антиохийской православной церкви. Находится в так называемой «Долине христиан» в районе Таль-Калях, что в 65-ти километрах от Хомса в Сирии, на древней римской дороге, соединяющей прибрежные города с востоком.

## История

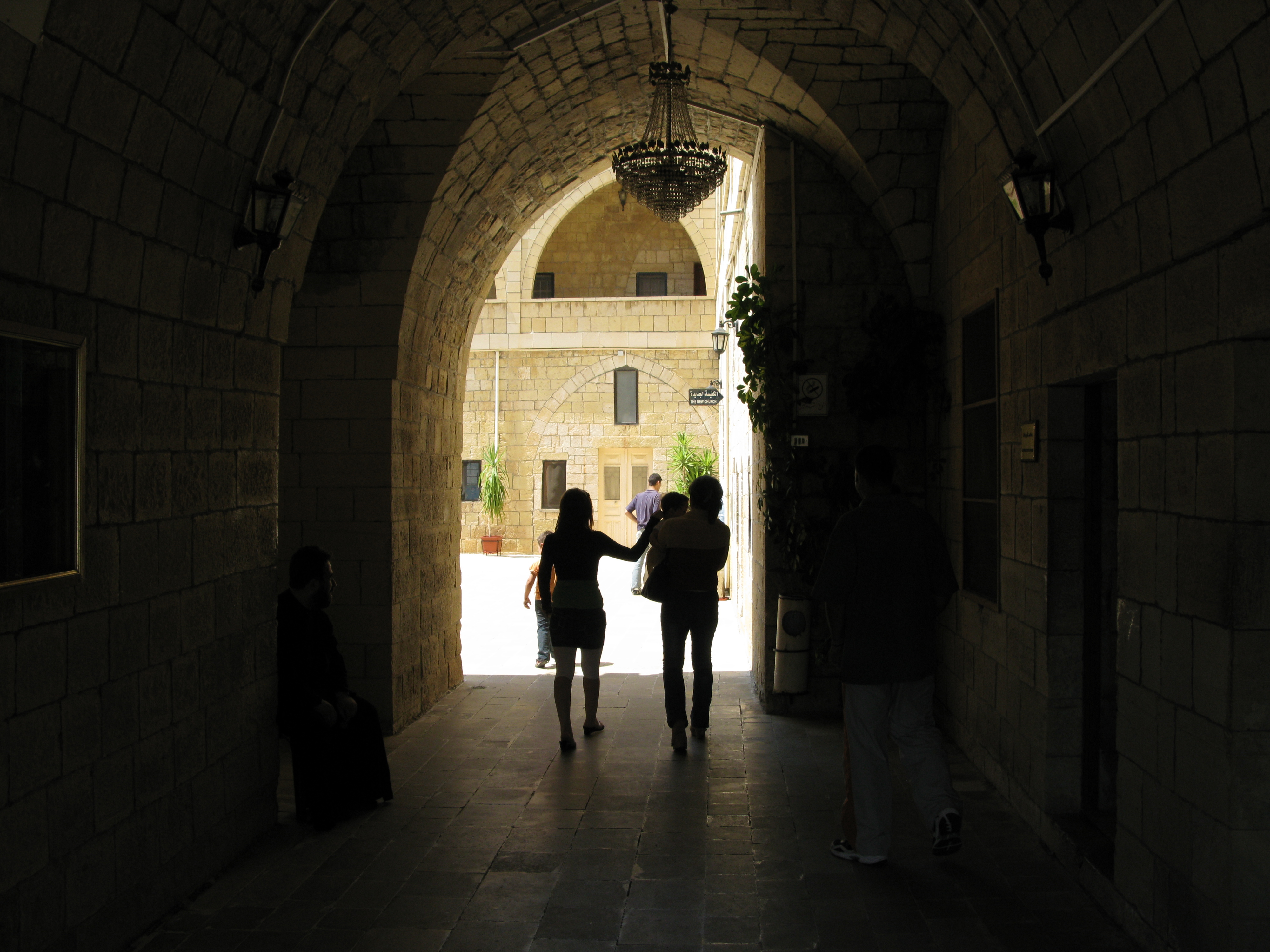
Арка.

Согласно арабским и западным источникам, история монастыря восходит к шестому веку, времени правления римского императора Юстиниана. Обитель была освящена в честь великомученика Георгия, которого арабы называют Аль-Ходр аль Аббас. Название монастыря Хумайра, возможно, связано с древней деревней, которая носила это имя в честь языческого бога дождя. По другой версии, монастырь был построен на руинах языческого храма, посвященного богу Хумайра. Если эта гипотеза верна, то монастырь был построен в VI веке и является современником патриаршего монастыря в Сейднае. Это означало бы, что император Юстиниан построил оба монастыря.
Монастырь святого Георгия построен на общественной римской дороге, которая связывала приморские земли с внутренними городами Хомсом, Пальмирой и другими, расположенными в пустыне.
Первоначально монастырь представлял собой пещеру с кельями, в которых жили монахи. Главный вход с юга был украшен византийским фасадом. Ворота размером 93 на 64 см были отделаны чёрным камнем. Рядом с воротами имелось окошко, которое использовалось для раздачи хлеба и пищи нуждающимся. Через это окошко один из образованных монахов также поучал людей основам православной веры.
Второй этаж был построен в XII веке, во времена Крестовых походов. Вход построен из чёрных каменных плит и направлен на запад. Над входом находится скульптурное изображение креста. Ворота называются «лошадиными», так как, несмотря на свою узость, служили для входа лошадей. На первом этаже находится церковь, называемая «старой» — по аналогии с «новой» церковью на третьем этаже.
В старой церкви полукруглые своды и резной деревянный иконостас с иконами XVIII века византийского письма с местным колоритом. Своеобразие местного стиля вызывает большой интерес у коллекционеров. Известно, что одна из икон св. Георгия была похищена и продана в Лондоне за 2500 фунтов. К счастью, Интерполу удалось найти эту икону и вернуть в монастырь.
На третьем этаже монастыря находится богато украшенная церковь, построенная в XIX веке. Её величественный деревянный иконостас считается одним из самых красивых в Сирии и Ливане. Изготовление его заняло 22 года, а иконы были написаны иерусалимским иконописцем в XIX веке. В ризнице монастыря можно видеть древние потиры, подносы, кресты и другую уникальную утварь, множество старинных рукописей и документов, жалованные грамоты времен арабского владычества, а также дары армянских, грузинских князей и русских царей. Монастырь находится в долине, окруженной вечнозелеными холмами, поблизости расположен парк и известный источник. Учитывая близость рыцарского замка Крак-де-Шевалье, эта местность чрезвычайно популярна среди туристов. Сегодня при монастыре действует Церковная школа, которая готовит церковно- и священнослужителей. Каждый год в монастыре проходят Фестивали церковной музыки и летние лагеря для детей.
В 1995—2002 годы настоятелем монастыря являлся известный богослов и декан богословского факультета Баламандского университета епископ Иоанн (Язиджи) (ныне — Патриарх Антиохийский и всего Востока).